# Central Park (Louisville)
Pour les articles homonymes, voir Central Park (homonymie).

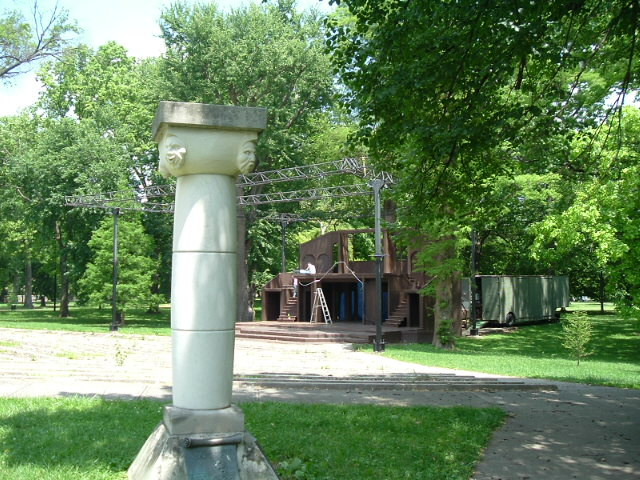
The playhouse dans le Central Park

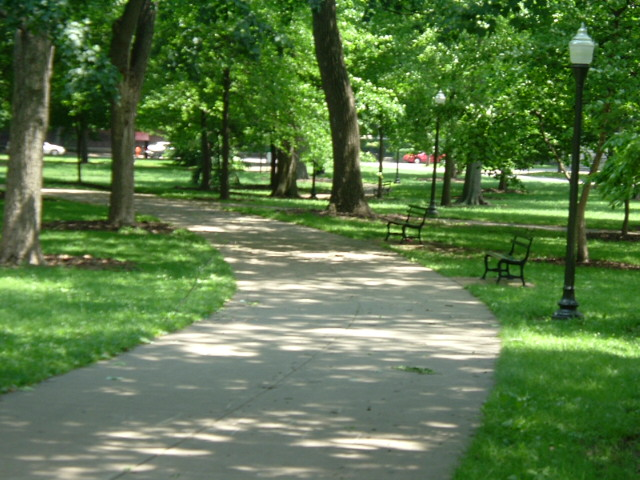
Sentier dans le Central Park

Le Central Park est un parc municipal de 6,9 ha situé au centre de la ville de Louisville (Kentucky) dans le quartier de Old Louisville. Il apparut déjà dans les années 1870 sous le nom de DuPont Square. 
Durant l'exposition universelle Southern Exposition de 1883, 5 ha du parc furent recouverts d'un toit pour accueillir la première présentation publique de la lampe à incandescence de Thomas Edison. Le toit du parc fut enlevé en 1885 et il fut alors employé pour des expositions extérieures avec notamment un trolley électrique conçu par Edison pour transporter les visiteurs autour du parc. 
En 1904, le parc fut racheté par la ville à la famille DuPont pour 297 500 dollars. La cité employa alors l'architecte Frederick Law Olmsted qui avait déjà conçu le Central Park de New York. L'amphithéâtre en bois fut construit dans le parc en 1976 dans le but d'accueillir des représentations d'œuvres de William Shakespeare. Depuis 1988, un festival gratuit relatif à Shakespeare s'y déroule chaque année.